# Samba Kickers Kienberg
Samba Kickers Kienberg ist seit 2014 ein Beachsoccerverein, als Untersparte des TuS Kienberg und spielt in dieser Saison in der Bundesliga des Deutschen Beach Soccer Verbandes (DBSV). Vor der Namensänderung spielten die Samba Kickers Kienberg unter Ghana Traunwalchen und gewannen die German Masters Tour 2013 vom DBSV und qualifizierten sich somit für die Neugründung der DBSV Bundesliga im Jahr 2014.

## Geschichte
Im Jahr 2013 trat damals noch Ghana Traunwalchen erstmals bei einem Vorturnier der German Masters Serie in Traunwalchen vom 16. und 17. Juni 2013 an und gewann dort das Turnier mit 16 Teilnehmern. Aufgrund der Punktewertung innerhalb der Bayern Challenge Tour wurde Ghana Traunwalchen zum Bayerischen Meister gekürt und war somit für die Deutsche Meisterschaft, das Finale der German Masters Tour spielberechtigt. Das Finale der Deutschen Beachsoccer-Meisterschaft wird jedes Jahr innerhalb des Beach Sports Festivals in Saarlouis ausgetragen. Dort setzten sich die Strandkicker gegen 23 andere Mannschaften durch und wurden dort zum Deutschen Meister der German Masters Tour des DBSV. Dieser Titel macht die Samba Kickers Kienberg jetzt für die neugegründete Bundesliga spielberechtigt.
Gespielt wird mit 3 Feldspielern und einem Torwart. Die Spielzeit beträgt dreimal zwölf Minuten.